# Une femme a menti (film, 1938)
Pour plus de détails, voir Fiche technique et Distribution.
Une femme a menti est un court métrage français réalisé par André Hugon, sorti en 1938. 

## Fiche technique
Source : IMDb
- Titre original : Une femme a menti
- Réalisation : André Hugon
- Scénario et dialogues d'Hugues Nonn d'après son roman[1]
- Musique : Vincent Scotto
- Société de production : Films André Hugon
- Pays d'origine : France
- Format : Noir et blanc
- Durée : 40 minutes
- Date de sortie : 1938

## Distribution
- André Bervil
- Simone Héliard
- Robert Seller[2]
- Claude Bénédict
- René Dary
- Rivers Cadet